# Jack Irons
Jack Steven Irons, född 18 juli 1962 i Los Angeles, Kalifornien, är en amerikansk trummis. Han är mest känd som medlem i bandet Red Hot Chili Peppers 1983–1988 och Pearl Jam 1994–1998. Han har även bland annat spelat i Eleven och gett ut soloalbumet Attention Dimension (2004).

## Fotnoter
1. ↑  Discogs, Discogs artist-ID: 365506, läst: 9 oktober 2017.[källa från Wikidata]